# (20986) 1981 EL37
A (20986) 1981 EL37 a Naprendszer kisbolygóövében található aszteroida. Schelte J. Bus fedezte fel 1981. március 1-jén.